# Leftfield

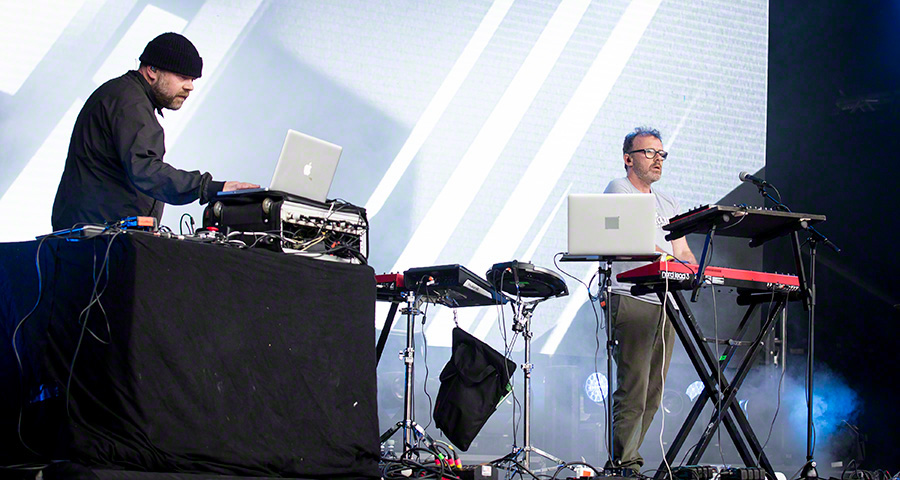
Leftfield, 2016

Leftfield fou un duo d'artistes de música electrònica i productors musicals format el 1989 a Londres per Paul Daley (antic membre de The Rivals, A Man Called Adam i Brand New Heavies) i Neil Barnes. El nom Leftfield va ser utilitzat en primer lloc per Neil Barnes al primer senzill Not Forgotten i des de llavors Paul Daley es va involucrar en remesclar cançons primer i en la creació musical després.